# Premunizione (immunologia)
La  premunizione rappresenta un tipo di risposta immunitaria dell'ospite verso il parassita, cosiddetta concomitante, vale a dire che non è capace di eliminare il parassita ma che previene la malattia grave, per esempio nel caso della malaria. Al giorno d'oggi si preferisce utilizzare il termine “tolleranza alla malattia”.
Questo stato di premunizione si acquisisce soggiornando per diversi anni in zona endemica. Questo spiega perché i bambini al di sotto dei 5 anni sono tra i soggetti più colpiti dalla malaria grave.